# Палмови цивети
 Тази статия е за подсемейството коткоподобни.  За рода вижте Палмови цивети (род).  
Палмови цивети (Paradoxurinae) е подсемейство на Коткоподобни Виверови, което е наименовано и описано за първи път от Джон Едуард Грей през 1864 г. Поукък включва в това подсемейство родовете Paradoxurus, Paguma и Arctictis.

## Класификация

### Живи видове
| Род                        | Видове                                                     | Статус и разпространение в Червения списък на IUCN |
| -------------------------- | ---------------------------------------------------------- | -------------------------------------------------- |
| Paradoxurus Cuvier, 1822   | Азиатска палмова цивета (P. hermaphroditus) (Pallas, 1777) | LC                                                 |
| Paradoxurus Cuvier, 1822   | Златна палмова цивета (P. zeylonensis) (Pallas, 1778)      | VU                                                 |
| Paradoxurus Cuvier, 1822   | Южноиндийски мусанг (P. jerdoni) Blanford, 1885            | LC                                                 |
| Arctictis Temminck, 1824   | Бинтуронг ( A. binturong ) (Raffles, 1822)                 | VU                                                 |
| Paguma Gray, 1831          | Хималайска цивета (P. larvata) (Smith, 1827)               | LC                                                 |
| Arctogalidia Merriam, 1897 | Дребнозъба цивета (A. trivirgata) (Gray, 1832)             | LC                                                 |

### Изчезнали родове
- Kichechia Savage, 1965[14][15]
- Tugenictis Morales & Pickford, 2005[16][17]
- Kanuites Dehghani & Werdelin, 2008[18][17]
- Siamictis Grohé et al., 2020[19]